# 伊犁师范大学
伊犁师范大学（哈薩克語：/）简称“伊犁师范”，位于中国新疆伊犁哈萨克自治州伊宁市。伊犁师范大学是一所隶属新疆维吾尔自治区管理的普通高等师范学校。

## 历史
学院前身是1948年成立的新疆省立伊犁专科学校，以后曾先后更名为阿合买提江专科学校、伊犁师范学校。1980年5月，经国务院批准升格为伊犁师范学院。2003年11月，经自治区人民政府批准，原伊犁教育学院整体并入伊犁师范学院。2018年更名为伊犁师范大学。学院现有伊宁、奎屯两个校区，校本部位于伊犁哈萨克自治州首府伊宁市，奎屯校区位于奎屯市。
学校现有在编教职工1282人，其中专任教师747人；具有高级职称的教师239人；具有硕士、博士学位教师164人，在读硕士、博士教师150人；全日制在校生11149人，其中，本科生7375人。学院面向全国25个盛自治区、直辖市招生。现拥有办学用地1800余亩，规划用地1600亩，另有校办农场2000亩。校园绿化面积达60%以上，被誉为花园式学校。学院有教学实验室9个，语音实验室座位和多媒体教室座位4675个，教学用计算机1264台，教学科研仪器设备总值5196万元。校本部、奎屯校区均设有图书馆，总面积12665.57平方米，馆藏文献108.35万册。